# TVT Records
TVT Records (Tee-Vee Tunes) est un label discographique américain, anciennement basé à New York, dans l'État de New York, actif entre 1984 et 2008. Il est fondé par Steve Gottlieb. Au cours de ses 24 années d'existence, le label compte 25 disques d'or, de platine et de multi-platine, parmi lesquels Nine Inch Nails, Ja Rule, Lil Jon, Underworld, KMFDM, Gravity Kills, The KLF, Baldwin Brothers, Sevendust, Nothingface, Wellwater Conspiracy, The Brian Jonestown Massacre, Holloways, Cinematics, Buck-O-Nine, DJ Hurricane, Speech et Pitbull. 
Le label est certifié à triple reprises disque de platine avec Pretty Hate Machine de Nine Inch Nails, deux doubles disques de platine avec Lil Jon, des disques de platine avec Snoop Dogg and Tha Eastsidaz, Dashboard Confessional, Default et Ying Yang Twins, ainsi que des disques d'or avec Sevendust, Gravity Kills, The Black Crowes et Jimmy Page. En outre, TVT est certifié disque d'or en Allemagne et en Suède avec The Connells, et disques de platine et or au Canada avec Default. En 2008, TVT dépose le bilan.

## Histoire

### Débuts
TeeVee Toons est fondé en août 1984 par Steve Gottlieb, diplômé de l'université Yale et Harvard, qui a lancé le label depuis son appartement de New York. avec la sortie de Television's Greatest Hits, un album composé de chansons de génériques de séries télévisées classiques, qui a connu un succès de vente respectable. Le San Francisco Chronicle qualifie l'album de « plus grand plaisir qu'on peut avoir dans le pantalon », et le New York Times le présente comme l'une des idées commerciales les plus remarquables de l'année 1985.
En 1986, TeeVee Toons est abrégé en TVT Records. En 1988 et 1989, TVT signe le groupe de rock industriel Nine Inch Nails (NIN), qui sort son premier album studio Pretty Hate Machine le 20 octobre 1989. Mais la promotion de l'album est marquée par des tensions entre Gottlieb et le leader de NIN, Trent Reznor. Selon Reznor, Gottlieb a qualifié le disque de Nine Inch Nails de « fausse couche » et lui a dit : « T'as foutu en l'air ce qui aurait pu être une bonne carrière ». Lorsque Pretty Hate Machine s'est vendu à 1 000 000 d'exemplaires, Gottlieb réagit brutalement en ordonnant au groupe de vendre 4 millions d'exemplaires de l'album suivant. Alors que NIN est en tournée, TVT sort un EP pour le single Head Like a Hole, plus long que l'album original, et commence à sous-payer Reznor, tout en faisant pression sur lui pour qu'il fasse une suite identique à Pretty Hate Machine. Craignant que TVT n'interfère avec son contrôle créatif, Reznor, en secret, commence à enregistrer ce qui allait devenir Broken en 1992.
En 1996, Crain désigne Gottlieb comme l'une des « vedettes de moins de 40 ans à surveiller », citant la croissance annuelle de 50 % de TVT. En 1999, TVT réalise une titrisation qui lui permet de lever 23,5 millions de dollars de capital-développement.

### Années suivantes
En 2000, TVT devient le premier label à mettre l'ensemble de son catalogue en ligne, disponible au téléchargement et au streaming gratuit pour les fans. En 2001, le label conclut un accord à l'amiable avec Napster pour l'utilisation des droits d'auteur des artistes de TVT, et le PDG de TVT rejoint le conseil consultatif de Napster. En 2001, M. Gottlieb comparait devant la commission judiciaire du Sénat au sein d'un groupe composé de Richard Parsons, alors directeur de Time Warner, de Ken Berry, directeur d'EMI, et des artistes Alanis Morissette et Don Henley. M. Gottlieb siège au conseil d'administration de Musicmatch (vendu à Yahoo!).
TVT est l'un des membres fondateurs de l'Association of Independent Music (A2IM), une organisation consacrée à la protection des intérêts des labels indépendants.
En 2002, Prudential Financial acquiert les droits de Pretty Hate Machine, The Connells, les bandes originales de Mortal Kombat, les sept premiers volumes de Television's Greatest Hits et un coffret Wax Trax ; certains droits d'édition sur des compositions de KMFDM, Gil Scott-Heron et Nine Inch Nails, entre autres ; et des marques, y compris le logo Television's Greatest Hits, après que TVT a manqué à ses obligations de remboursement d'un prêt à Prudential[11]. En 2005, Prudential a mis le catalogue en vente.

### Procès Slip-N-Slide et faillite
En 2007, TVT perd un procès de 9 millions de dollars contre Slip-N-Slide Records lorsqu'un juge de Floride a décidé que Slip-N-Slide avait le droit de distribuer un album inédit du rappeur Pitbull qu'il avait enregistré pour Slip-N-Slide en 2001. TVT, qui signe Pitbull plusieurs années plus tard, avait cherché à avertir les tiers (tels que les magasins de disques ou les entités de téléchargement numérique) que la distribution et la vente de cet album violeraient le droit exclusif de TVT de créer de la nouvelle musique de l'artiste. Le juge donne toutefois tort à TVT, Pitbull ayant réalisé les enregistrements avant de signer avec TVT, et accorde à Slip-N-Slide le jugement de 9 millions de dollars, TVT ayant tenté de bloquer la vente de l'album. TVT fait appel, mais, n'étant pas en mesure de verser la caution requise, dépose le bilan.